# Норма (медицина)
Но́рма (от лат. norma — дословно «науго́льник», переносное значение — «пра́вило») — понятие, используемое в медицине и психологии для обозначения здоровья и психического развития человека. Нормальным считается состояние организма или органа, которое не нарушает его функционирования.
Норма (медицина) - состояние динамического равновесия между био-психо-социальными параметрами человека и идентичными параметрами окружающей его среды.
Принятые в психиатрии нормы основаны на статистических данных, клинических показателях, социальных стереотипах и субъективных ожиданиях человека. Они являются культурно обусловленными и со временем меняют своё содержание. Понятию «норма» соответствует образующее с ней дихотомию понятие патология.

## Примеры норм
- Предметная норма — совокупность знаний, умений и навыков, необходимых ребёнку для овладения предметным содержанием школьной программы.
- Социально-возрастная норма — показатели интеллектуального и личностного развития школьника или дошкольника, которые должны сложиться к концу определённого возрастного периода.
- Индивидуальная норма — индивидуальные особенности развития ребёнка и его саморазвития.